# Angola
Angola, plným názvem Angolská republika (portugalsky República de Angola), je stát ležící na jihu Afriky s 1600 km dlouhým pobřežím Atlantiku. Na severu hraničí s Konžskou demokratickou republikou (2511 km) a exklávou Cabinda s Konžskou republikou (201 km), na východě se Zambií (1110 km) a na jihu s Namibií (1376 km).
S rozlohou 1 246 700 km² je Angola 22. největší zemí na světě. Dělí se na 18 provincií. K největším městům náleží hlavní město Luanda (2 022 000 obyvatel) a dále Huambo (400 000), Benguela (155 000), Lobito (150 000), Lubango (105 000) a Namibe (100 000).
Angola je unitární stát a prezidentská republika. Se svými 31 miliony obyvatel (odhad v roce 2020) je druhou největší portugalsky mluvící zemí na světě (po Brazílii). Portugalština, jež je jediným úředním jazykem, se prosadila na úkor domorodých jazyků v průběhu koloniální historie. Výsledkem kolonizace byla také masivní christianizace – křesťanství, především katolické, vyznává přes 90 procent obyvatel, byť si uchovalo jistá specifika a prolnulo se s tradičními místními vírami a zvyky. Portugalská kolonizace, jež začala v 16. století při pobřeží, také určila hranice dnešního státu. Ten tak spojuje různorodá etnika, z nichž žádné nepředstavuje nadpoloviční většinu v populaci. Třemi největšími etniky jsou Ovimbunduové, Ambunduové a Kongové. Nezávislost země získala v roce 1975. Od té doby v ní vládne jediná strana, původně marx-leninské Lidové hnutí za osvobození Angoly (MPLA). Moc udrželo i za cenu občanské války, která skončila v roce 2002. Země patřila dlouho do sovětské sféry vlivu, v současnosti je geopoliticky navázána především na Čínu.
Od roku 2002 je Angola na africké poměry vcelku stabilním státem a její ekonomika velmi rychle roste, neboť může konečně plně využít svého obrovského nerostného bohatství, jež spočívá především v zásobách ropy a diamantů. Podle Mezinárodního měnového fondu byla v roce 2020 angolská ekonomika 62. největší na světě, a tedy osmá největší v Africe (z hlediska hrubého domácího produktu v paritě kupní síly). To je zhruba na úrovni Keni, Uzbekistánu nebo Nového Zélandu. Navzdory tomu životní úroveň většiny Angolanů zůstává nízká, průměrný věk dožití patří k nejnižším na světě, kojenecká úmrtnost naopak k nejvyšším.
Angola je členem Organizace spojených národů, Organizace zemí vyvážejících ropu, Africké unie, Společenství portugalsky mluvících zemí a Jihoafrického rozvojového společenství.

## Historie
Původní obyvatelé území dnešní Angoly jsou antropology nazýváni Khoikhoiové a Křováci (Samové). Mluvili khoisanskými jazyky, které obsahují mlaskavky, takže když se se zbytky těchto etnik setkali později portugalští kolonisté, působil na ně jejich jazyk tak podivně, že je nazvali „Hotentoty“. V tu dobu už ale byla etnická struktura území Angoly proměněná, a to zejména mohutnou bantuskou migrační vlnou v prvním tisíciletí př. n. l., která přišla ze severu a Khoiky a Křováky vytlačila do vnitrozemských okrajových oblastí. Bantuové nakonec ovládli celý jih Afriky, epicentrum jejich expanze bylo zhruba na území dnešní Nigérie a Nigeru. Zatímco původní etnika byla lovecko-sběračská, Bantuové přinesli kulturní novinku – zemědělství. Pěstovali zejména banány a kolokázii jedlou (jedí se její listy, nebo se z nich vyrábí mouka a škrob).

### Konžské království

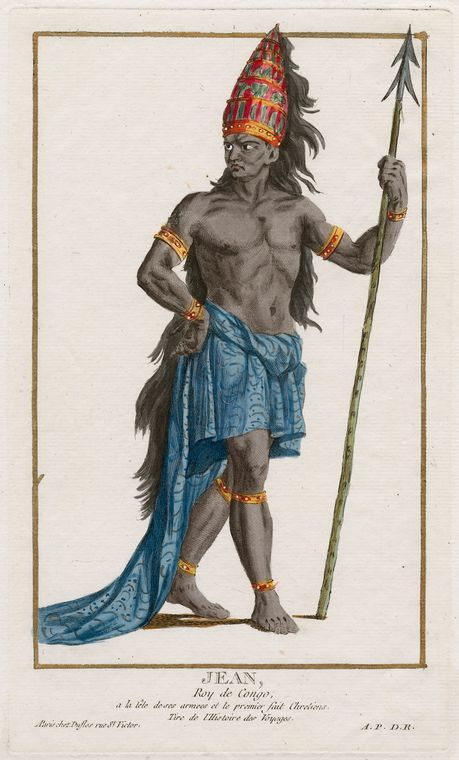
Joao I.

Prvním významným státním útvarem na území Angoly bylo Konžské království, jehož počátky jsou zasazovány do 14. století. V roce 1482 došlo k prvnímu kontaktu s Evropany, když království navštívil portugalský objevitel Diogo Cão. Místní elity byly velmi osloveny křesťanstvím, které přinesl. Roku 1491 se nechal vládce s titulem mwenekongo Nzinga-a-Nkuwu pokřtít a přijal jméno Joao I., na počest tehdejšího portugalského krále. Po jeho smrti potlačil jeho syn Affonso I. povstání odpůrců křesťanství, vedené jeho bratrem Mpanzu-a-Kitimou. Tím bylo křesťanství v zemi pevně ukotveno, a posílila se tím také vazba na Portugalce.
Díky spojenectví s Portugalci stát nejprve prosperoval. Vyměňoval domorodé otroky, měď a slonovinu za střelné zbraně, což mu umožňovalo expanzi. V době největšího rozmachu sahal od jižní části Gabonu po oblast dnešní Luandy, východní hranici tvořila řeka Kwango (rozloha státu se odhaduje na 130 000 km² a počet obyvatel na více než půl milionu). Příslušníci místní elity studovali v Evropě, konžský princ Henrique byl v roce 1518 jako první černoch vysvěcen na biskupa. Vznikl také konžský překlad Bible.
Od poloviny 16. století však konžský stát upadal, příčinou byly jak vnitřní rozbroje, tak invaze kočovných kanibalů Džagů z vnitrozemí. Zesílily ovšem také konflikty s Portugalci, kteří konžským králům vnucovali nerovné obchodní podmínky a unášeli konžské občany do otroctví. Nakonec se s portugalskou podporou na jihu oddělilo království Ngola, které se stalo jejich ekonomickou i vojenskou základnou.

### Kolonizace

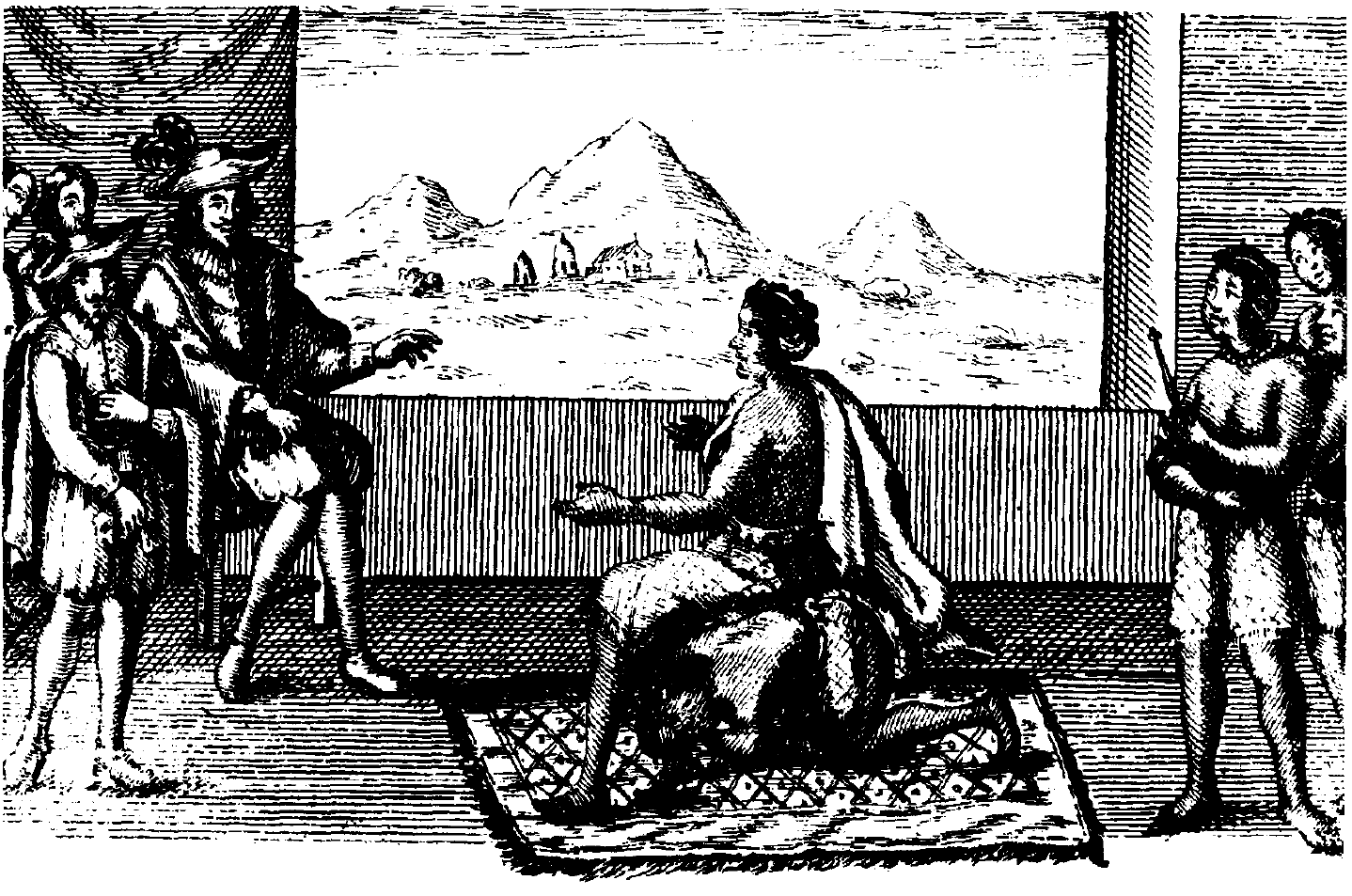
Královna Nzinga při mírových jednáních s portugalským guvernérem, 1657

Král Garcia II. uzavřel proti Portugalcům roku 1641 spojenectví s Holanďany, ale Bitva u Mbwily 29. října 1665 rozhodla o porážce Konžského království. Král (mwenekongo) Antonio v bitvě padl a říše se zmocnili Portugalci.
Mezi domorodými vládci z klanů Kinlaza a Kimpanzu vypukl boj o moc, který trval až do roku 1716. Roku 1704 vypuklo proti Portugalcům a jejich chráněnci, mwenekongovi Pedrovi IV. povstání, do jehož čela se postavila Beatriz Kimpa Vita. Byla to kněžka synkretického kultu, čerpajícího z křesťanství i z tradičních afrických náboženství. Kimpa Vita tvrdila, že je posedlá svatým Antonínem, který ji přislíbil vítězství nad bílými otrokáři. Hlásala také, že Kristus byl Afričan. Podařilo se jí obsadit staré hlavní město São Salvador, ale roku 1706 byla poražena a popravena králem Pedrem, jehož podporovali Portugalci.

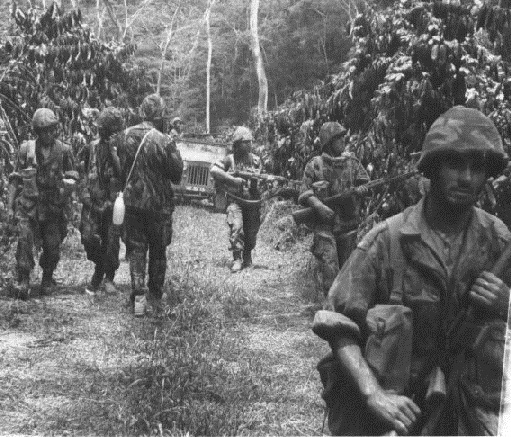
Angolská válka za nezávislost

Království se pak v následujících letech stalo málo významným a jen formálně nezávislým státečkem. V průběhu 18. a 19. stol. se mwenekongové stali loutkovými a nakonec pouze zcela formálními panovníky. V roce 1885 Berlínská konference rozdělila oblast mezi evropské mocnosti. Dne 12. května 1886 tak byla Angola prohlášena za oficiální portugalskou kolonii. Formálně na trůně seděl poslední mwenekongo až do roku 1914. Toho roku nastal definitivní zánik Konžského království, kdy po porážce domorodého povstání Portugalci titul mwenekongo zrušili.
V roce 1951 se Angola stala zámořskou kolonií pod názvem Portugalská západní Afrika. Podle koloniálního práva bylo černým Angolanům zakázáno zakládat politické strany nebo odbory. První nacionalistická hnutí se objevila až po druhé světové válce, v jejich čele stála převážně pozápadněná, portugalsky mluvící městská třída, která zahrnovala mnoho mesticů. Na počátku šedesátých let se k nim přidala další sdružení, se základnami na venkově. Odmítnutí Portugalska řešit rostoucí angolské požadavky na sebeurčení vyvolalo ozbrojený konflikt, který vypukl v roce 1961 a postupně se vyvinul ve zdlouhavou válku za nezávislost, která trvala čtrnáct let. Vedla ji tři hnutí usilující o nezávislost: Lidové hnutí za osvobození Angoly (MPLA), Národní fronta pro osvobození Angoly (FNLA) a Národní svaz za úplnou nezávislost Angoly (UNITA). V roce 1975 Portugalsko udělilo nezávislost všem svým koloniím (s výjimkou Macaa), a tak vznikl i dnešní angolský stát.

### Nezávislost

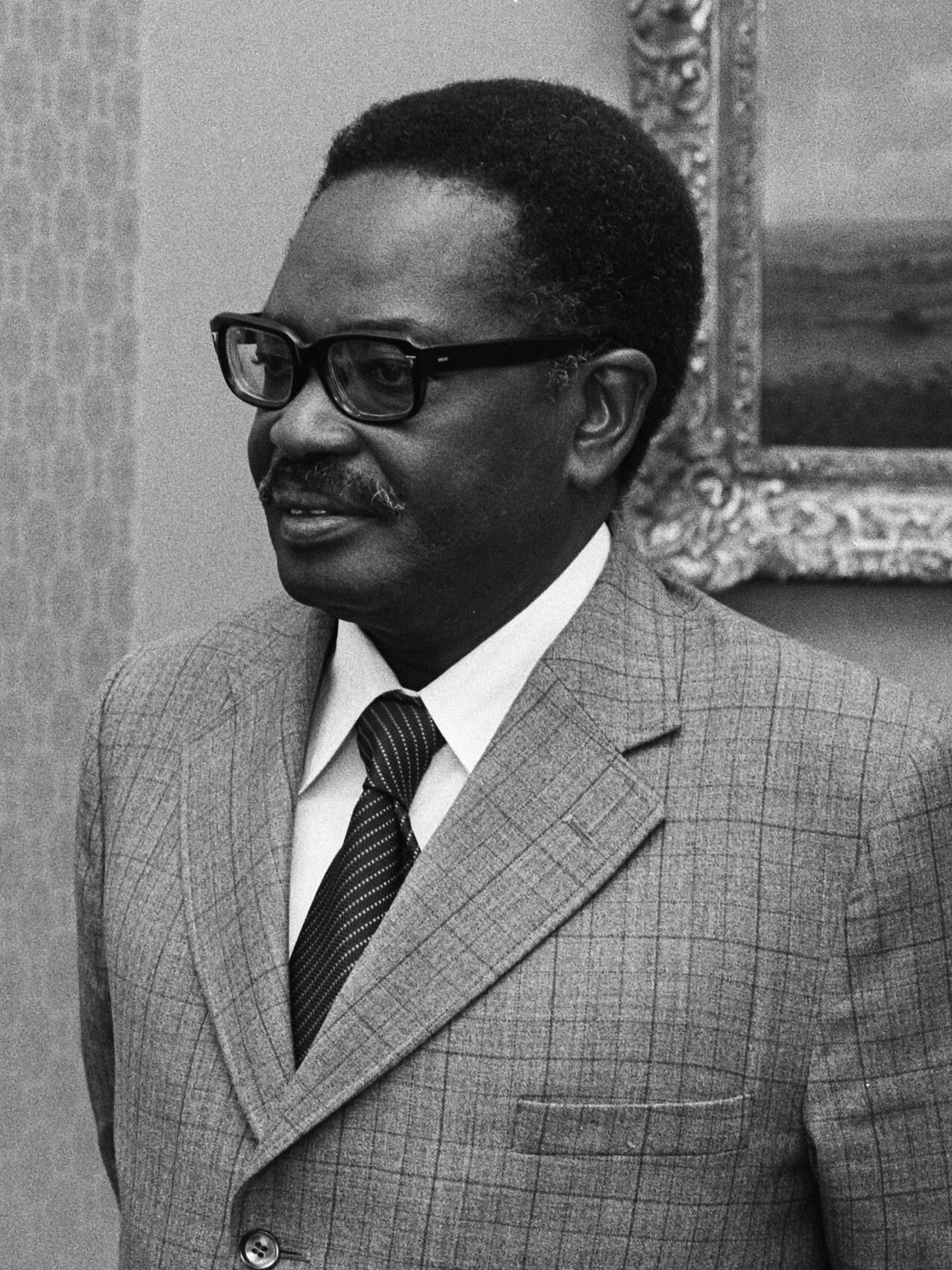
António Agostinho Neto

Po 14 letech guerillové války byla v roce 1975 vyhlášena nezávislost. Portugalsko předalo vládu MPLA. Krátce poté vypukla mezi MPLA, UNITA a FNLA občanská válka. V občanské válce zahynulo přes 500 000 lidí. FNLA se později z bojů stáhla a konflikt se tak zjednodušil na boj mezi UNITA a MPLA. Tento konflikt se rychle stal figurkou na šachovnici studené války. Levicová MPLA měla podporu Sovětského svazu a Kuby, zatímco povstalce z UNITA podporovaly USA a Jihoafrická republika. Moc v hlavním městě Luandě držely prosovětské síly, prezidentem se v roce 1975 stal António Agostinho Neto, od roku 1979 jím byl José Eduardo dos Santos.

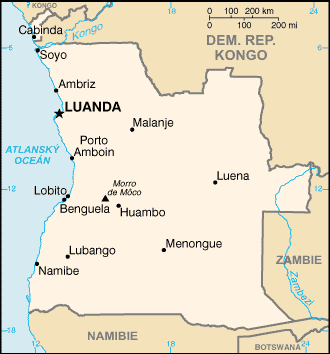
Politická mapa Angoly

Dne 12. března 1983 UNITA obsadila obec Alto Catumbela, kde zničila místní celulózku, papírnu a trafostanici. Při této akci unesla i skupinu československých expertů s jejich rodinami, kteří zde působili. Ve skupině 66 zajatých bylo 28 mužů, 17 žen a 21 dětí. Během únosu většina zajatých absolvovala pochod v délce 1320 km, při němž jeden muž zemřel. Následně byl proveden přesun nákladními auty na základnu Jamba na jihu Angoly. První skupina skládající se z žen, dětí a sedmi mužů se vrátila do vlasti 1. července 1983. Druhá skupina složená ze zbylých 20 mužů se po roční internaci v buši vrátila do ČSSR 23. června 1984.
V roce 1992 se obě znepřátelené frakce dohodly, že se z Angoly stane pluralitní stát, ale po volbách UNITA prohlásila, že byly zmanipulované, a boje propukly znovu. V roce 1994 byl obnoven mírový proces, který spočíval v zapojení UNITA do vlády. V roce 1997 byla nastolena vláda národní jednoty. Vůdce UNITA Jonas Savimbi získal statut vůdce nejsilnější opoziční strany. Boje ale pokračovaly a v roce 1999 musel generální tajemník OSN prohlásit mírový proces za neúspěšný.
22. února 2002 byl Jonas Savimbi zastřelen a mezi frakcemi byl uzavřen klid zbraní. Nástupce Savimbiho Lucamba Gato uzavřel v dubnu téhož roku s vládní MPLA mírovou dohodu. Hnutí UNITA ukončilo svou ozbrojenou činnost a postavilo se do role nejsilnější opoziční strany. Od té doby se země konsoliduje, především ekonomicky.
Dlouholetý prezident Santos odstoupil v roce 2017 a začalo se spekulovat i o možnostech zásadnějších změn politických. Santosův nástupce, bývalý ministr vnitra João Lourenço, vynaložil prozatím značné úsilí, aby snížil vliv Santosovy rodiny. Vyhodil šéfa národní policie Ambrósia de Lemose a šéfa zpravodajské služby Apolinária Josého Pereira. Oba byli považováni za spojence bývalého prezidenta Dos Santose. Rovněž odvolal Isabel Dos Santosovou, dceru bývalého prezidenta, z funkce prezidentky státní ropné společnosti Sonangol. Mezinárodní pozorovatelé to ovšem zatím nehodnotí jako zásadní posun v podstatě režimu, který lze označit za vládu jedné strany s povolenou opozicí.

## Státní symboly

### Vlajka
Angolská vlajka je tvořena listem o poměru stran 2:3 se dvěma vodorovnými pruhy: červeným a černým. Uprostřed vlajky je symbol ozubeného kola a mačety s hvězdou.

### Hymna
Angolská hymna je píseň
Angola Avante!. Slova napsal Manuel Rui Alves Monteiro a hudbu složil Rui Alberto Vieira Dias.

## Geografie

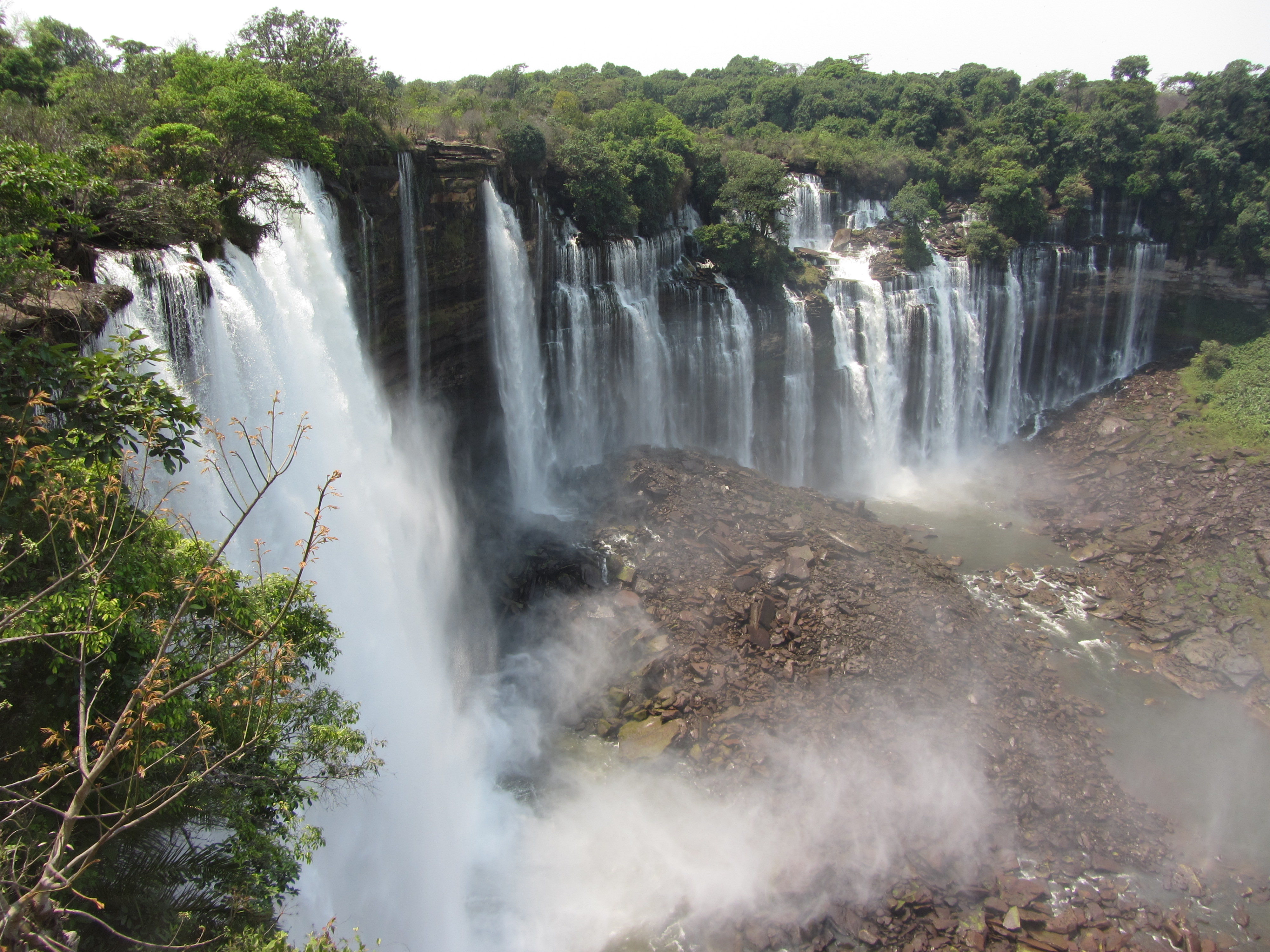
Vodopád Kalandula

Rozloha 1,246,620 kilometrů čtverečních činí z Angoly 22. největší zemi světa, je zhruba dvakrát větší než největší země Evropské unie – Francie. Hlavní město Luanda se nachází na severozápadě země, na pobřeží Atlantické oceánu.
Angolský stát je velmi úzká pobřežní nížina, která přechází v náhorní plošiny. Většina území Angoly je pokryta rozsáhlou vnitrozemskou plošinou o výšce kolem 1500 m n. m. Jenom uprostřed země se zdvihá nejvyšší plošina Bié, které se místně říká Planalto, s masívem Morro Môco (2620 m n. m.). Směrem k pobřeží tato plošina klesá do úzkého pásu nížin. Na severozápadě země zasahuje rozsáhlejší nížina přes ústí řeky Kongo až k přístavu Cabinda.

### Geologie
V rozsáhlých oblastech se vyskytují horniny prekambrického stáří, pocházející z nejranějšího období ve vývoji Země.

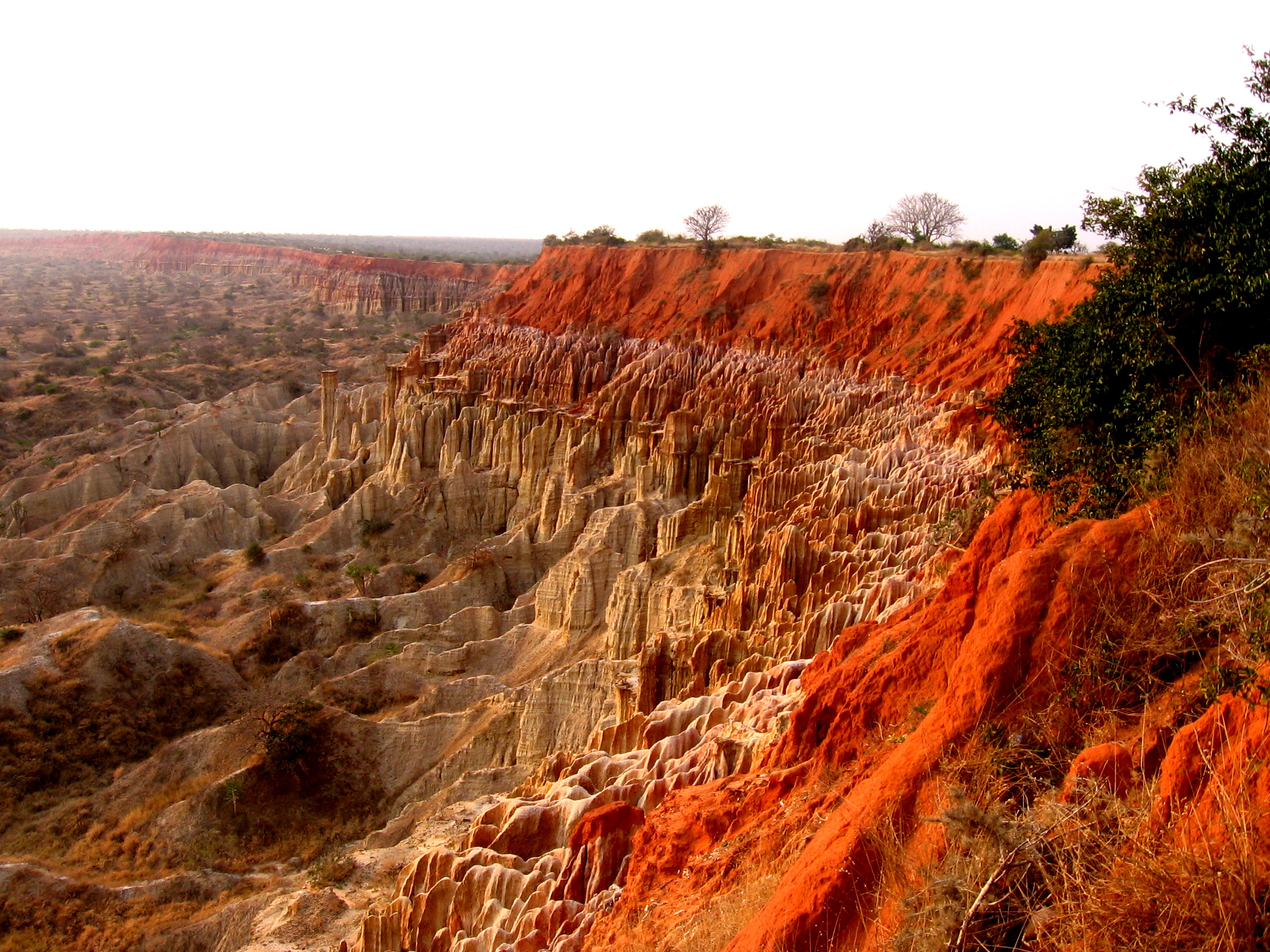
Oblast Miradouro da Lua, formovaná erozí

Na západě Angoly jsou sedimentární horniny z období proterozoika překryty silnou vrstvou vápenců a dalších mořských sedimentů. Na severu země se vyskytují jak klastické sedimenty, tak i vulkanické horniny – kimberlity a karbonatity. V místních sedimentech se zachovaly četné fosilie obratlovců převážně mořského původu.
Značná část příjmů země pochází z těžby ropy (do roku 2008 byla země druhým největším producentem ropy v Africe). Angola je zároveň čtvrtým největším africkým producentem diamantů. V naplaveninách se těží zlato, konkrétně v oblasti provincie Cabinda, která je angolskou exklávou, ležící severně od vlastního území Angoly. V zemi se vyskytují ložiska měděných a železných rud, manganu, fosfátů a dalších nerostných surovin. V důsledku těžby dochází ke znečištění angolského vodstva, včetně podzemních vod.

### Klima
Podnebí na jihu Angoly a podél pobřeží je suché a tropické. Od listopadu do dubna na severu panuje období dešťů. Klima pobřežních oblastí ochlazuje studený Benguelský proud, zřejmě největší studený proud na světě. Tento proud upravuje počasí v zemi na velice přijatelné pro Evropany. Nikoli však na jihozápadě, kde zasahuje na území Angoly Namibská poušť. Nachází se zde mnoho neobvyklých druhů rostlin a zvířat, které se vyskytují jen zde. Nejznámějším příkladem endemitů je rostlina welwitschie podivná, která se může dožít až 500 let.

## Administrativní rozdělení

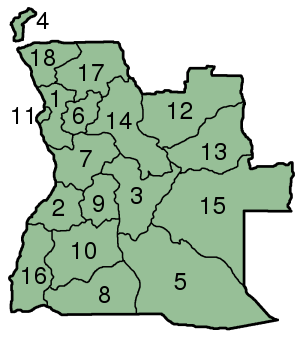
Provincie Angoly

18 provincií (provincia, mn. č. provincias):
| - 1 Bengo - 2 Benguela - 3 Bié - 4 Cabinda - 5 Cuando Cubango - 6 Cuanza Norte | - 7 Cuanza Sul - 8 Cunene - 9 Huambo - 10 Huíla - 11 Luanda - 12 Lunda Norte | - 13 Lunda Sul - 14 Malanje - 15 Moxico - 16 Namibe - 17 Uige - 18 Zaire |

## Politika

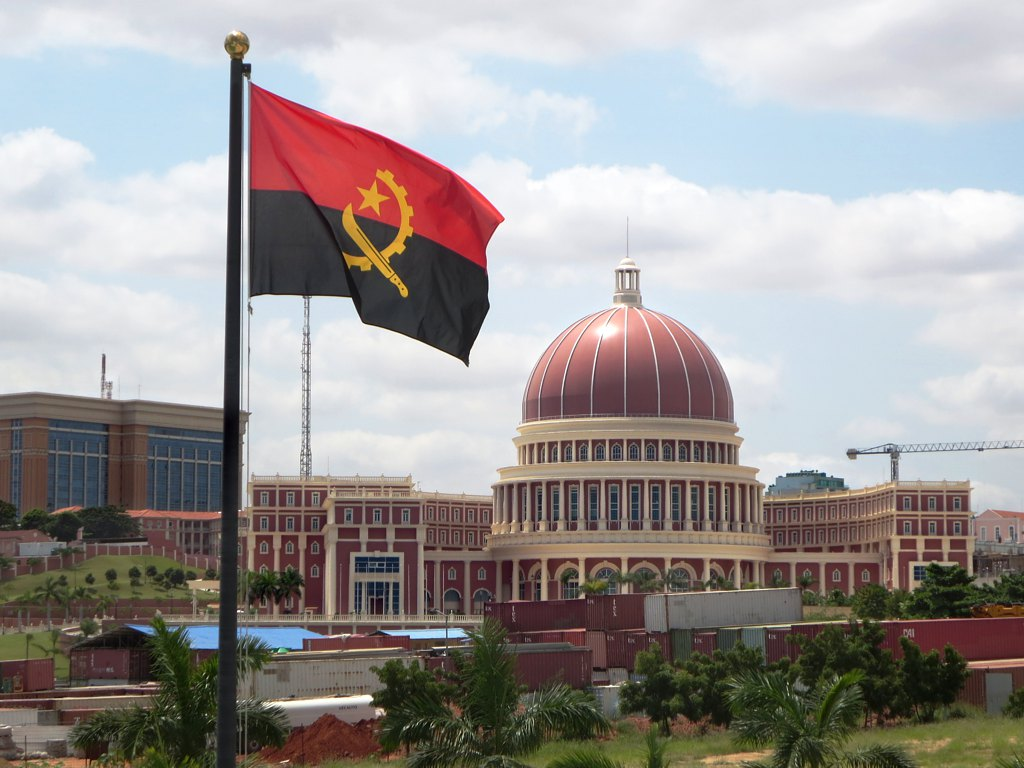
Národní shromáždění

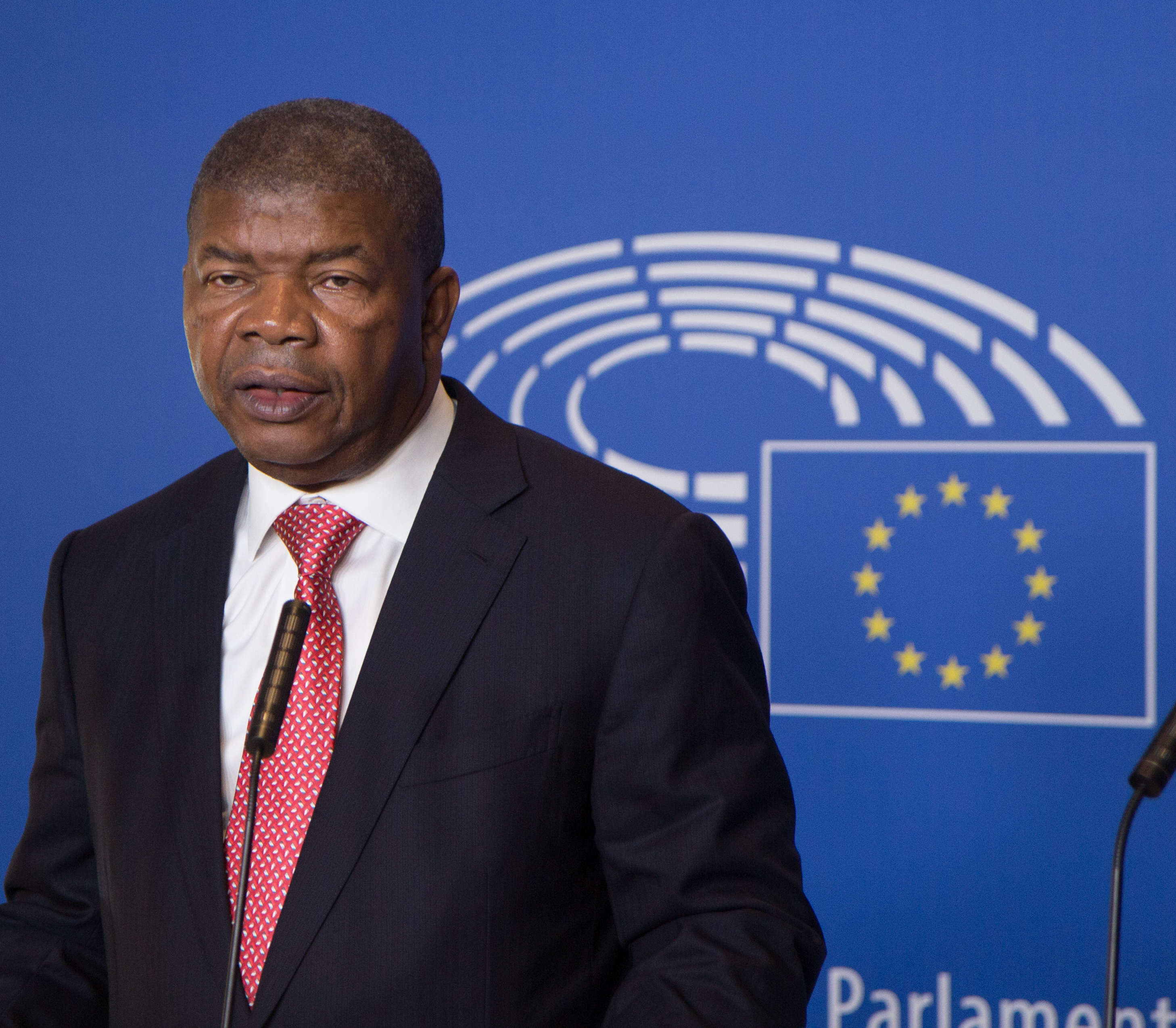
João Lourenço

V současnosti je politická moc soustředěná v rukou prezidenta. Výkonná moc se skládá z prezidenta, viceprezidenta a sboru ministrů. Sbor ministrů se pravidelně schází, aby řešil politické záležitosti. Legislativní moc představuje jednokomorový parlament s 220 členy, Národní shromáždění Angoly, volené zčásti prostřednictvím provinčních kandidátek a zčásti z kandidátek celostátních. Role parlamentu je však minimální, prezident ovládá přímo či nepřímo všechny orgány státu, takže de facto nedochází k dělbě moci. Po přijetí nové ústavy v roce 2010 stoupla ale role parlamentních voleb, přímé prezidentské volby byly totiž zrušeny a prezidentem se stává vůdce politické strany, která zvítězí v parlamentních volbách.
O regulérnosti voleb však existují pochybnosti. Organizace Freedom House klasifikovala Angolu jako „nesvobodnou zemi“ a uvedla, že parlamentní volby v srpnu 2012, v nichž vládnoucí Lidové hnutí za osvobození Angoly získalo více než 70 % hlasů, nelze považovat za svobodné. Také situace v oblasti lidských práv je problematická. Zpráva amerického ministerstva zahraničí z roku 2012 uvádí: „Hlavním porušováním lidských práv je oficiální korupce a beztrestnost, omezení svobody shromažďování, sdružování, projevu a tisku a kruté a nepřiměřené tresty, včetně mučení, jakož i nezákonné vraždy ze strany policie a jiných bezpečnostních pracovníků.“
Od roku 2017, od nástupu nového prezidenta João Lourença, Angola oficiálně deklaruje snahu o zásadní změny v oblasti demokracie, lidských práv a boje s korupcí. Jedním z nejviditelnějších výsledků byla dekriminalizace homosexuality a zákaz diskriminace na základě sexuální orientace v roce 2019. Hlasování v parlamentu bylo až nečekaně jednoznačné: 155 pro, 1 proti, 7 se zdrželo. Šlo o jeden z manifestačních aktů, jimiž se nový prezident snaží změnit minimálně imidž země a režimu.
Guvernéři 18 provincií jsou jmenováni prezidentem. Právní systém je postaven na portugalském. Soudy působí jen ve 12 ze 140 obvodů. Nejvyšší soud působí jako odvolací orgán. Dne 25. června 2008 byl ustanoven Ústavní soud a jeho soudci převzali pověření od prezidenta republiky. V roce 2014 vstoupil v Angole v platnost nový trestní zákoník. Za průlomové bylo považováno, že trestným činem se stalo praní špinavých peněz.

### Přehled nejvyšších představitelů
- António Agostinho Neto (11. 11. 1975 – 10. 9. 1979), prezident, MPLA
- José Eduardo dos Santos (10. 9. 1979 – 26. 9. 2017), úřadující prezident do 21. 9. 1979, poté prezident, MPLA
- João Lourenço (od 26. 9. 2017), prezident, MPLA

## Ekonomika

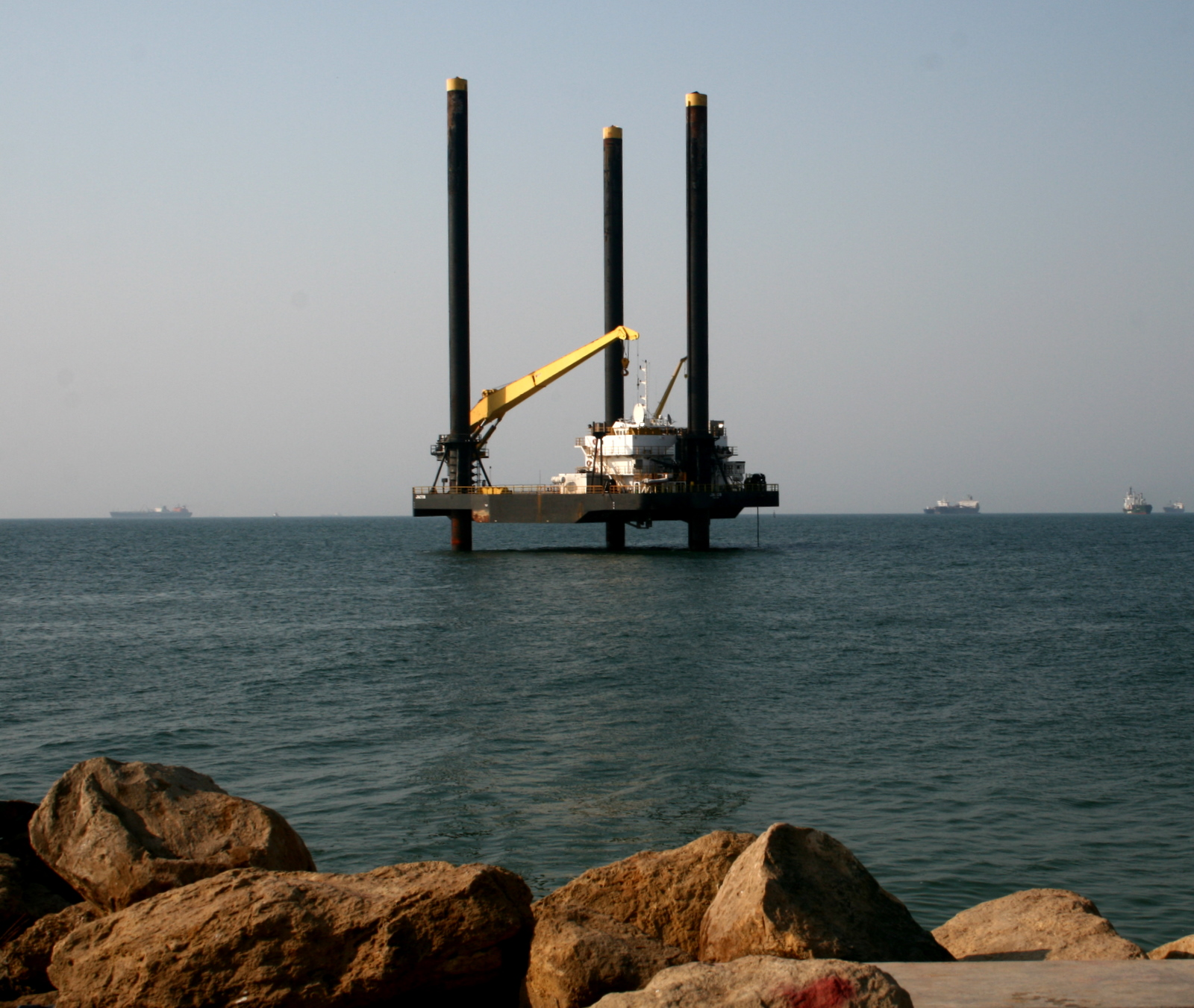
Nová těžební věž, červen 2010

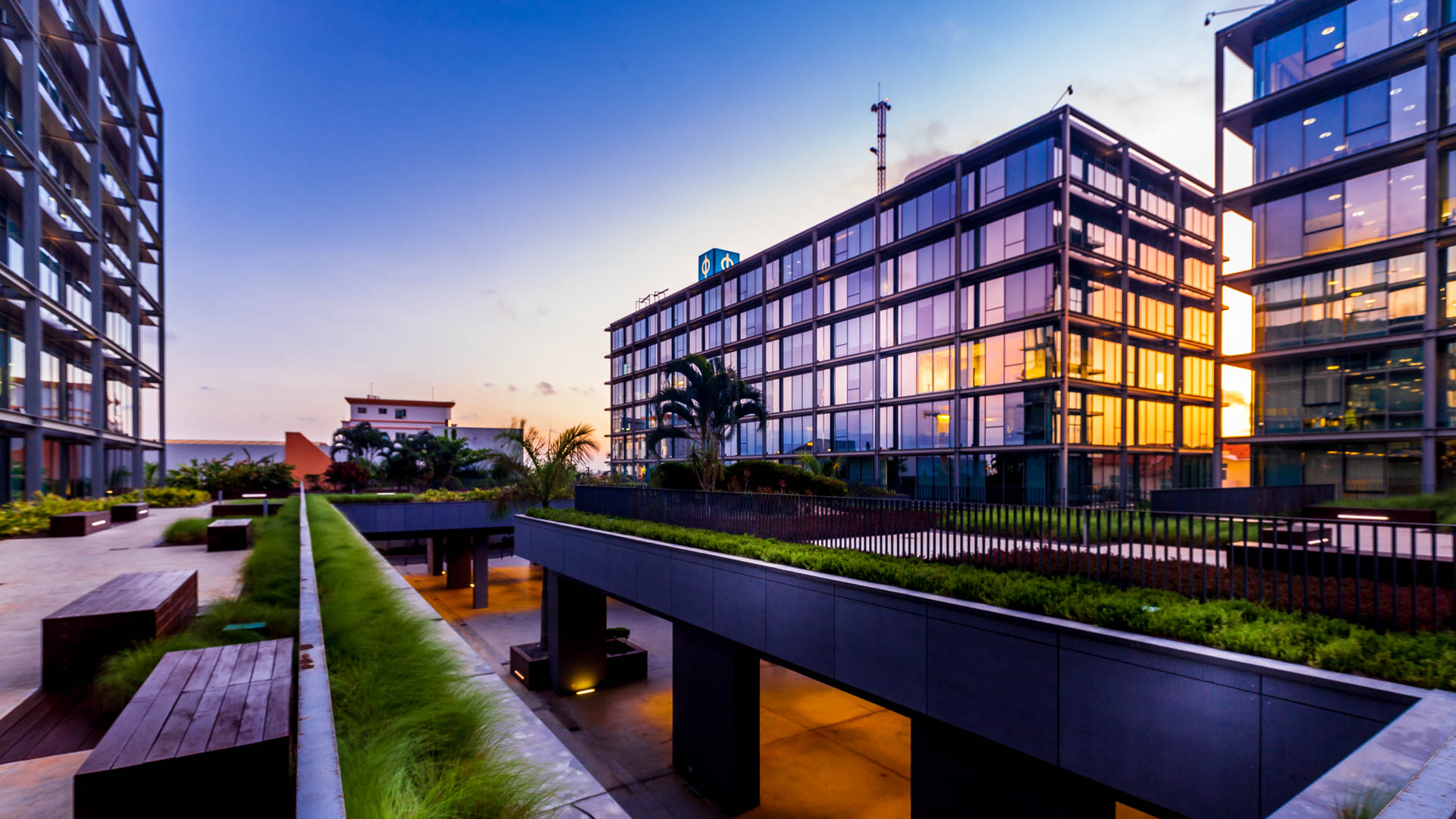
Obchodní čtvrť v Luandě

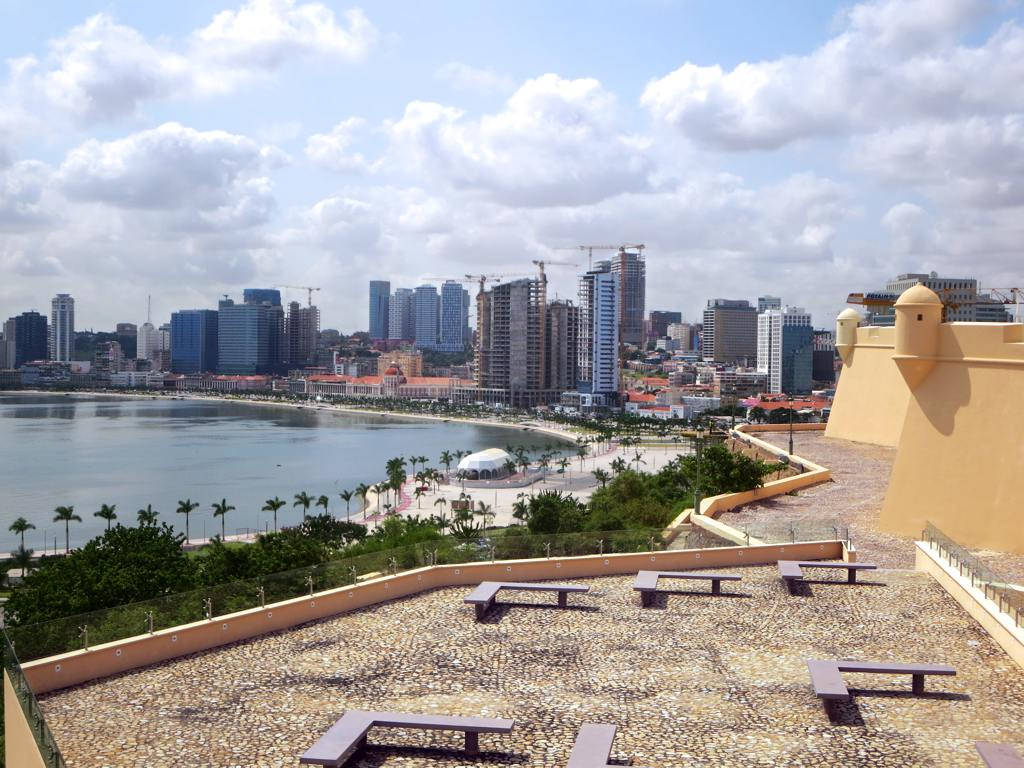
Luanda prožívá stavitelský boom

Kvůli čtvrt století trvajícím bojům měla Angola rozvrácenou ekonomiku. Po skončení občanské války (2002) začala intenzivněji využívat bohaté přírodní zdroje, mezi něž patří ropa (v současnosti po Nigérii a Alžírsku třetí největší africký producent), zlato, diamanty, úrodná půda, lesy a vody bohaté na ryby. Týdeník The Economist uvedl v roce 2008, že diamanty a ropa tvoří 60% angolské ekonomiky. V prosinci 2006 byla Angola přijata za člena OPEC. Především právě díky ziskům z ropy, prodávané hlavně do Číny, se Angola stala jednou z nejrychleji rostoucích ekonomik Afriky. V období 2001–2010 měla Angola nejvyšší roční průměrný růst HDP na světě, a to 11,1 %. V rekordním roce 2006 dosáhla Angola růst 26 % HDP. Angolská vláda se v souvislosti s pořadatelstvím Afrického poháru národů 2010 rozhodla investovat miliardu dolarů na rozvoj infrastruktury (stavba stadionů, hotelů, telekomunikací, letišť a silnic). Realizací byly pověřeny čínské stavební firmy.
Čínský ekonomický vliv Angolu doslova zaplavil. V roce 2004 čínská Exim Bank schválila úvěr pro Angolu ve výši 2 miliard amerických dolarů, s otevřeným cílem omezit vliv Mezinárodního měnového fondu v zemi. V roce 2005 následovala další půjčka ve výši 2,9 miliardy dolarů od China International Fund Ltd. Jako pro řadu jiných afrických zemí bylo pro Angolu lákavé, že Čína svou pomoc nepodmiňuje politickými a demokratizačními reformami. Čína je největším obchodním partnerem a vývozní destinací Angoly a čtvrtým největším dovozcem v zemi. Podle Heritage Foundation je Angola již největším čínským dodavatelem ropy.
Bezpečnost, kterou přineslo mírové urovnání z roku 2002, umožnila návrat 4 milionů vysídlených osob a výsledný rozsáhlý nárůst zemědělské produkce. 85 % obyvatel se stále ještě živí z vlastní zemědělské činnosti.
Angola byla prioritní zemí české zahraniční rozvojové spolupráce. Cílem ČR bylo pomoci Angole k potravinové soběstačnosti skrze rozvoj zemědělství a zlepšit situaci ve válkou naprosto rozvráceném sektoru vzdělání. V plánu je i podpora projektů zaměřených na dopravní infrastrukturu a zdravotnictví. Roku 2010 byla Angola vyřazena z prioritních zemí české rozvojové pomoci, na místě ale dále působí česká humanitární organizace Člověk v tísni, především v oblasti základního vzdělávání a rozvoje zemědělství.
Velkým problémem Angoly, jako i řady jiných afrických zemí, je nerovnoměrný vývoj a vysoká míra rozdílů mezi obyvateli. Zatímco řada venkovských oblastí je svým životním stylem hluboce zaklíněna v minulosti, dynamicky rozvíjející se hlavní město Luanda se stalo z hlediska životních nákladů nejdražším městem na světě, když v roce 2017 předběhlo Hongkong. Jedna třetina ekonomických aktivit země je soustředěna v Luandě a sousední provincii Bengo, zatímco několik oblastí ve vnitrozemí trpí ekonomickou stagnací a dokonce i regresí.
Nejde ale jen o nerovnost mezi regiony. Celá jižní Afrika má na celé planetě dlouhodobě zdaleka nejvyšší Giniho koeficient, který měří míru příjmových a majetkových rozdílů ve společnosti. Podle Světové banky je tento koeficient v Angole třináctý nejvyšší na světě. Na druhou stranu je situace o trochu lepší než v okolních zemích, které žebříčku nerovnosti dominují, jako jsou Jihoafrická republika, Namibie, Zambie, Svazijsko, Mosambik a Botswana. Nicméně téměř polovina populace žije stále v chudobě, především na venkově.
Jak hluboce je zakořeněn systém produkující nerovnost a bohatnutí jen velmi malé skupiny lidí, ukázal v lednu 2020 únik vládních dokumentů známých jako Luanda Leaks. Dokazují, že americké poradenské společnosti jako Boston Consulting Group, McKinsey & Company a PricewaterhouseCoopers pomohly členům rodiny bývalého prezidenta Josého Eduarda dos Santose (zejména jeho dceři Isabel dos Santosové) odčerpávat obrovské prostředky ze státní ropné společnosti Sonangol na osobní účty a využívat tyto výnosy k financování stavby luxusních sídel ve Francii a Švýcarsku.
To souvisí i s obecnějším problémem – obavou bohatších angolských vrstev reinvestovat své prostředky doma. Nárůst angolských soukromých investic v zahraničí je enormní. Prozatím je největší v Portugalsku, kde se angolský kapitál stal významný v oblasti bankovnictví, energetiky, telekomunikací, hromadných sdělovacích prostředků, nebo turistického ruchu.

## Obyvatelstvo

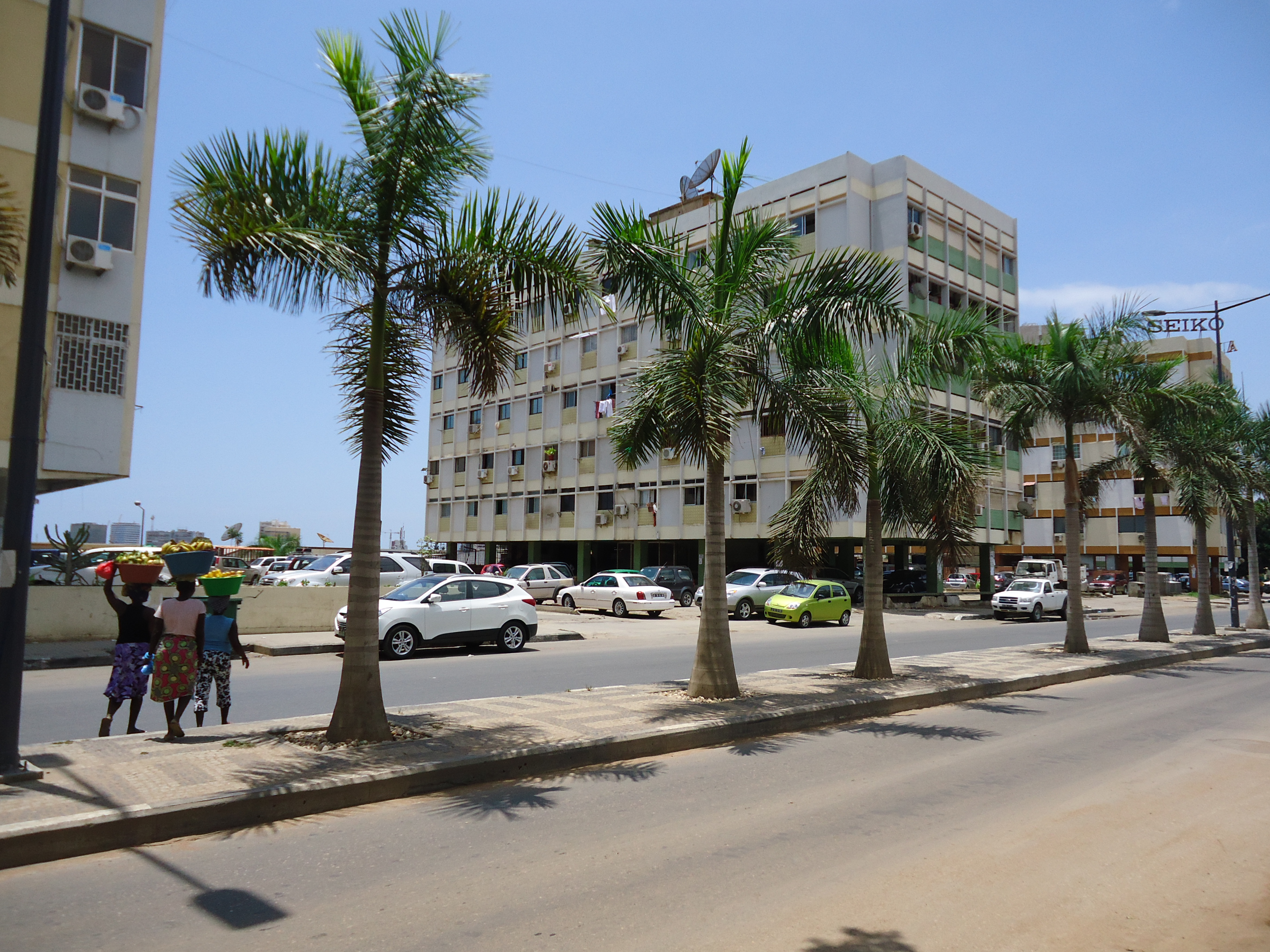
Hlavní město Luanda

V roce 1970 žilo v Angole 5,6 milionů lidí. Podle sčítání z roku 2014 měla Angola 25 789 024 obyvatel. Z toho 71 % jich žilo na venkově a zbylých 29 % ve městech. Délka života je u mužů průměrně 43 let, u žen 47. Tedy asi o 35 let méně než v ČR.
Úředním jazykem je portugalština, ale většina národa mluví bantuskými jazyky. Portugalština jakožto jazyk bývalého kolonizátora je nicméně v Angole podstatně rozšířenější než v okolních zemích, je mateřským jazykem 39 % populace. To má několik příčin – portugalské kolonie Benguela a Luanda existovaly již od 15. století a od počátku 20. století Portugalci budovali po celé zemi školy, takže na konci koloniálního období mezi lety 1961–1974 měly děti v téměř celé Angole přístup k vyučování v portugalštině. V této době byla portugalština již mateřským jazykem většiny obyvatel měst – a právě z městského prostředí vzešla MPLA, strana v angolské občanské válce. Naopak FNLA a UNITA byly proti portugalštině vzhledem k jejich regionálním kořenům, ale MPLA nakonec v občanské válce zvítězila. Během občanské války i po ní proběhly masivní migrace z venkova do měst, což dále posiluje úlohu portugalštiny.
Mezi největší skupiny patří 39 % Ovimbundu a 25 % Kimbundu. Přibližně z poloviny převládá tradiční víra, dále pak římští katolíci a protestanti. V Angole jsou přítomny tři hlavní etnické skupiny: Ovimbundu, Kimbundu a Bakongo, mluvící různými bantuskými jazyky. Portugalština je nejdůležitějším a oficiálním jazykem. Portugalci a nedávno přistěhovalí Číňané tvoří největší skupiny neafrického obyvatelstva. Před rokem 1975 žilo v Angole 350 000 Portugalců, ale mnoho jich odešlo po získání nezávislosti. V r. 2013 jich tam žilo asi 200 tisíc. Velké množství obyvatel sousední DR Kongo uprchlo do Angoly před konžskou občanskou válkou, od roku 2003 angolská vláda deportovala ze země více než 400 000 Konžanů. Na jihovýchodě se také vyskytují kmeny Křováků.V roce 2015 byl v zemi oficiálně zakázán islám a mešity do odvolání uzavřeny.[zdroj⁠?!]

### Procentní zastoupení jednotlivých národností
- Ovimbundové 37 %
- Mbundové 22 %
- Kongové 13 %
- Luimbe-Ngangulelové 5 %
- Nyaneka-Humbové 5 %
- Mesticové 2 %
- ostatní 16 %, včetně asi 200 tisíc bělochů-Portugalců a asi 250 tisíc dočasně migrujících Číňanů.

### Náboženství
Podle statistiky z roku 2014 je náboženská příslušnost v Angole následující: římští katolíci 41,1 %, protestantské církve 38,1 %, další náboženství 8,6 %, bez vyznání nebo nezjištěno 12,2 %. V dalších náboženstvích je kimbanguismus, svědkové Jehovovi, adventismus, pentekostalismus, ale i tradiční africká náboženství, na jihu například náboženství Himbů, ve kterém je uctíván nejvyšší Bůh Mukuru. Někteří křesťané (napříč denominacemi) vyznávají zároveň některé z lokálních tradičních náboženství (vícečetná náboženská identita), případně synkretismus křesťanství a tradičního náboženství. Rozšířen je kult předků i africké čarodějnictví, v jižní oblasti ve formě omiti. Muslimů je v Angole méně než 1 %.

## Kultura

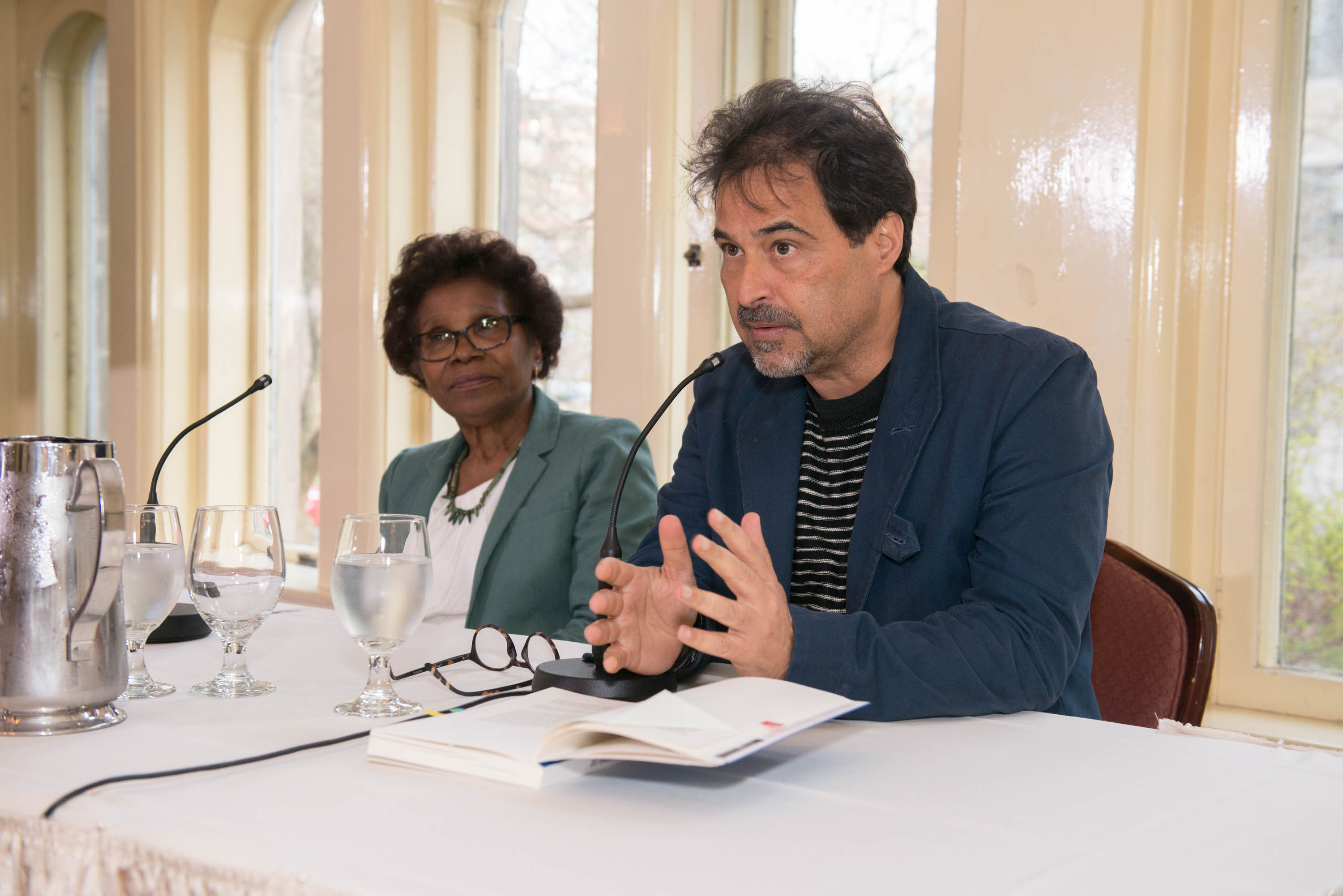
José Eduardo Agualusa

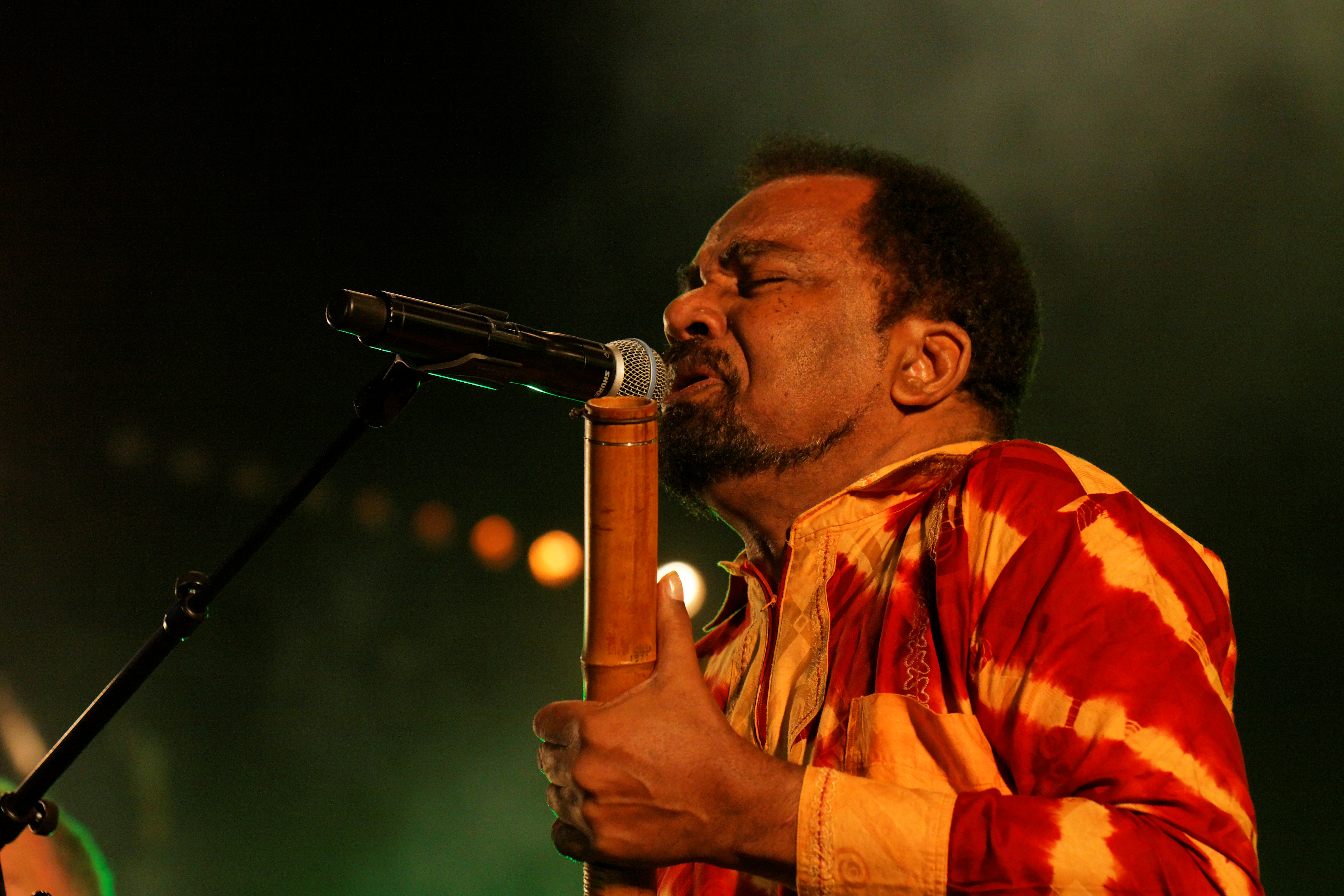
Bonga

První prezident Angoly, komunista António Agostinho Neto, byl i uznávaným básníkem. Napsal tři sbírky veršů, především během svého pobytu v Portugalsku, tedy do roku 1960, než se vrhl plně na politiku. Verše psal i další z revolucionářů Mário Pinto de Andrade. Jistou proslulost si získala i básnířka Alda Lara. Více se však mezinárodně prosazují angolští prozaici. Jeden z nich, vystupující pod pseudonymem Pepetela (rodným jménem Artur Carlos Maurício Pestana dos Santos), získal v roce 1997 jako první Angolan Camõesovu cenu, nejprestižnější ocenění pro portugalsky píšící spisovatele. Druhým, a prozatím posledním laureátem této ceny, který se narodil v Angole, byl José Luandino Vieira v roce 2006, jakkoli cenu odmítl. K nejznámějším současným angolským spisovatelům patří José Eduardo Agualusa, žijící dnes v Mosambiku. V roce 2017 obdržel International Dublin Literary Award za svůj román Teoria Geral do Esquecimento (Obecná teorie zapomínání). Stále populárnější je také dílo autora vystupujícího jako Ondjaki, kterého britský deník The Guardian zařadil mezi pět nejlepších afrických spisovatelů současnosti, a jenž za svůj román Os Transparentes získal v roce 2013 Prémio Literário José Saramago.
K legendám angolské populární hudby patří hudebník Bonga, využívající ve své tvorbě prvky tradičního lidového žánru semba.

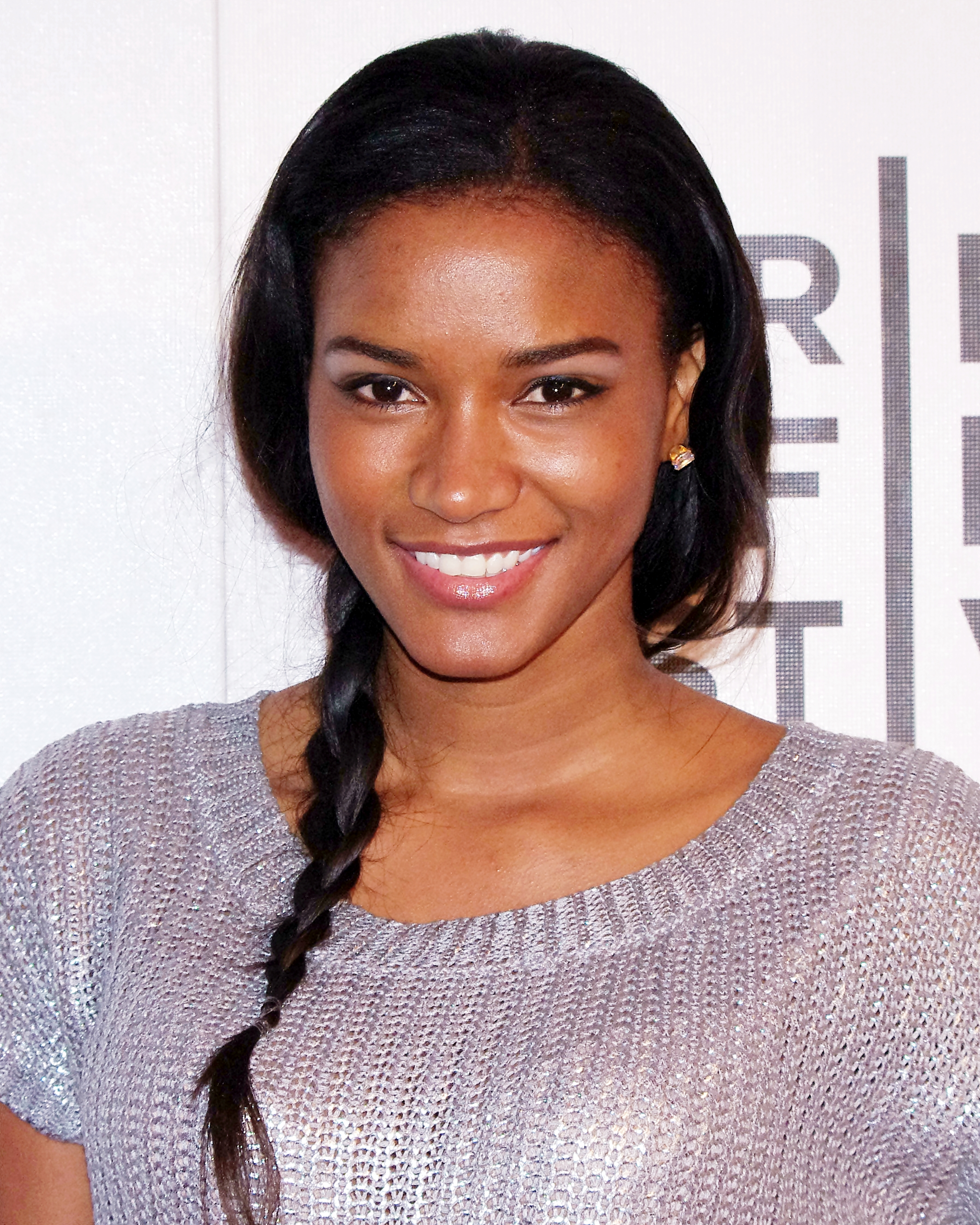
Leila Lopesová

Leila Lopesová se stala Miss Universe pro rok 2011. Od té doby se uplatnila i jako modelka a herečka. V modelingu se prosadila i Maria Borgesová.
Jedinou angolskou položkou zapsanou na seznam Světového dědictví UNESCO jsou prozatím pozůstatky hlavního města Konžského království Mbanza Kongo. Řada dalších památek o zápis usiluje. Jsou to především pevnosti (Fortaleza de São Miguel, Fortaleza de Cambambe, Fortaleza de São Francisco do Penedo, Fortaleza de São Pedro da Barra de Luanda ad.) a jiné pozůstatky tzv. koloniálního stylu.
Nejpopulárnějším sportem v Angole není fotbal, jako v okolních zemích, ale basketbal. Angolská mužská basketbalová reprezentace patří k nejúspěšnějším v Africe, jedenáctkrát vyhrála kontinentální mistrovství. Na světovém šampionátu bylo ale jejím nejlepším umístěním deváté místo (2006). Největším úspěchem Angolské fotbalové reprezentace je postup na mistrovství světa v roce 2006. V roce 2010 Angola pořádala Africký pohár národů. Angola se také hlásí k tomu, že v ní má kořeny bojové umění capoeira, které se zformovalo nakonec v Brazílii. Jeden ze stylů capoeiry je nazýván angolským.
Angolská kuchyně byla silně ovlivněna portugalskou kuchyní. Typické angolské jídlo se skládá z masa dušeného v omáčce spolu se zeleninou (například okrou), které se podává spolu s rýží nebo funge (kaše z manioku podávaná jako příloha). Díky dlouhému pobřeží Angoly se též používají ryby a mořské plody (například ústřice, krevety a humři). Typickou angolskou specialitou je kuře moambe (v Angole známější pod názvem muamba de galinha). Tvoří ho kuřecí maso dušené v omáčce z palmového másla. Oblíbené jsou také grilované tilapie zvané mufete de kacusso nebo sušené ryby calulu. Na den nezávislosti Angoly (11. listopadu) se obvykle podává pokrm z dušeného kozího masa zvaný caldeirada de cabrito. Pro Evropany exotickou pochoutkou jsou opékaná sarančata, jež lze na jídelních lístcích nalézt pod názvem gafanhotos de palmeira. Jako sladkost se užívá sušené ovoce z baobabu zvané mukua. Někdy se z něho vyrábí i zmrzlina. K pití je často podáván nealkoholický nápoj z kukuřičné mouky kussangua nebo palmové víno.

## Česká pomoc Angole
V letech 2004-2010 byla Angola jednou z prioritních zemí, kam byla usnesením vlády České republiky z 31. března 2004 směřována rozvojová pomoc. V rámci ní například u města Kuito v provincii Bié vzniklo Centrum zemědělského vzdělávání pod záštitou ČZU a jeho Institutu Tropů a subtropů, které mělo zvyšovat vzdělanost v oblasti vzpamatovávající se z válečných útrap. Na vzdělávání v provincii Bié se podílí i projekty organizace Člověk v tísni. V letech 2022–2023 zde probíhá projekt Člověka v tísni Postavme školu v Africe – Jeden svět na školách. Česká vláda rovněž poskytovala stipendia angolským studentům.